# محمد حليم (منافس ألعاب قوى)
محمد حليم (بالإنجليزية: Muhammad Halim) هو منافس ألعاب قوى أمريكي، ولد في 26 أكتوبر 1986 في كريستيانستيد في الولايات المتحدة.

## وصلات خارجية
- محمد حليم على موقع الاتحاد الدولي لألعاب القوى (الإنجليزية)
- محمد حليم على موقع أوليمبيديا (الإنجليزية)